# Valensole
Valensole is een gemeente in het Franse departement Alpes-de-Haute-Provence (regio Provence-Alpes-Côte d'Azur). De plaats maakt deel uit van het arrondissement Digne-les-Bains. Valensole telde op 1 januari 2022 3.151 inwoners.

## Geografie
De oppervlakte van Valensole bedroeg op 1 januari 2022 127,77 vierkante kilometer; de bevolkingsdichtheid was toen 24,7 inwoners per km².
De onderstaande kaart toont de ligging van Valensole met de belangrijkste infrastructuur en aangrenzende gemeenten.

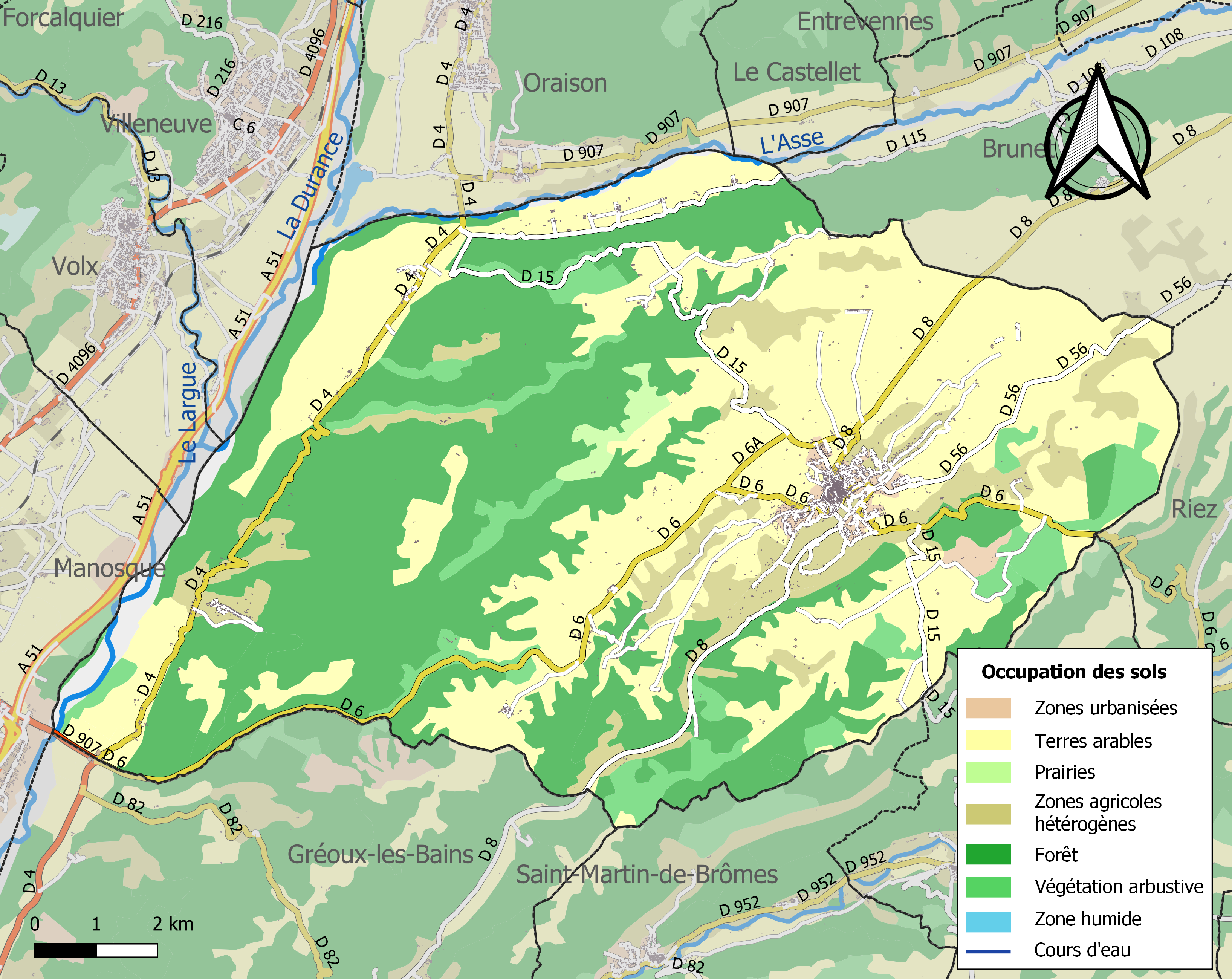

## Demografie
Onderstaande figuur toont het verloop van het inwonertal (bron: INSEE-tellingen).
Vanwege een beveiligingsprobleem met de MediaWiki Graph-software is het momenteel niet mogelijk deze grafiek weer te geven. Zodra de software is bijgewerkt zal de grafiek vanzelf weer zichtbaar worden.

## Geboren in Valensole
- Majolus van Cluny (906-994), abt en heilige
- Pierre de Villeneuve (1765-1806), admiraal